# فيلي هولمان
فيلي هولمان (بالإنجليزية: Willie Holman)‏ هو لاعب كرة قدم أمريكية أمريكي، ولد في 27 فبراير 1945 في سانت ماثيوز في الولايات المتحدة، وتوفي في 21 أبريل 2002.